# Dulce et decorum est pro patria mori

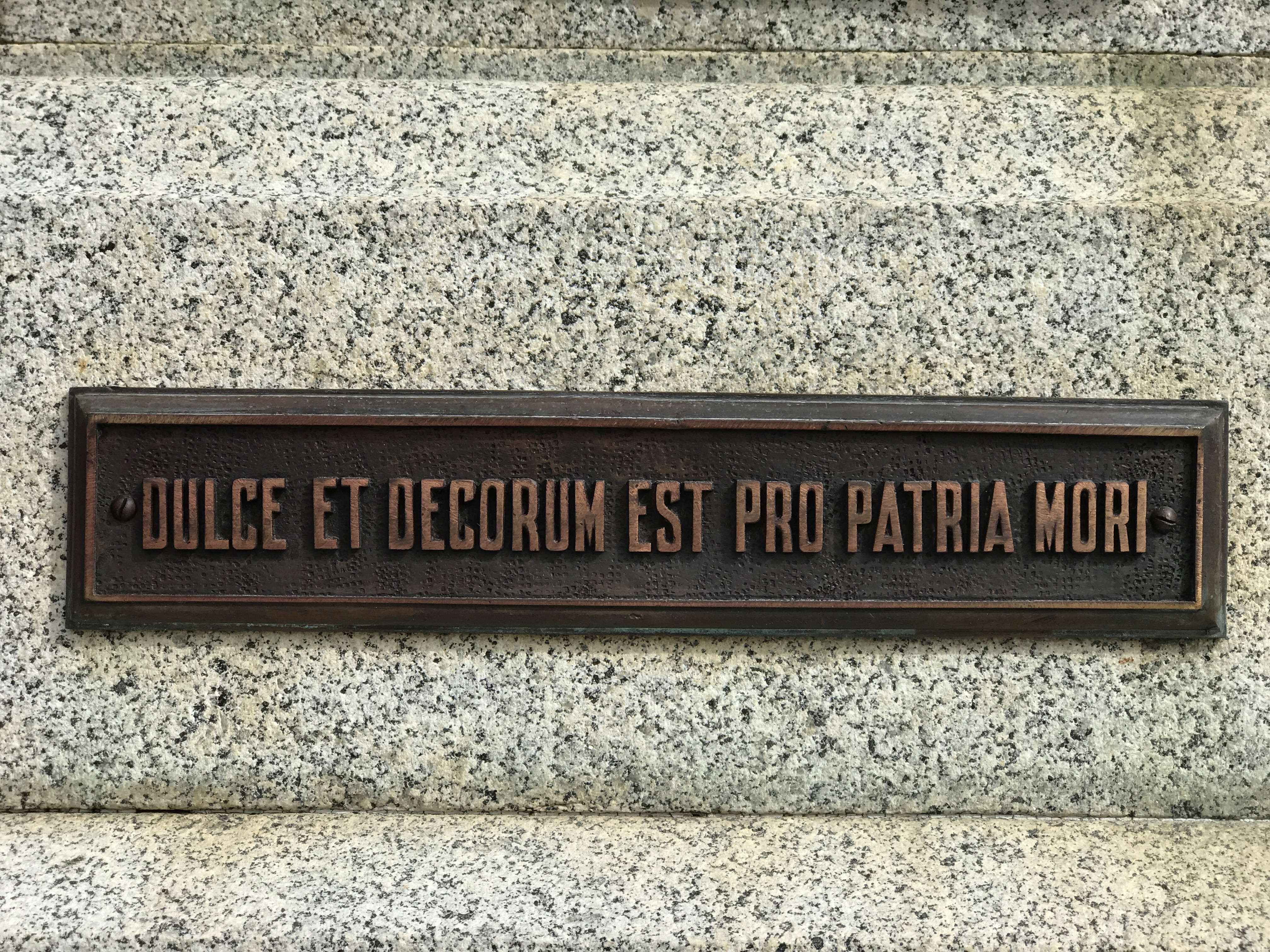
Placa comemorativa em Graceville Memorial Park, Brisbane

Dulce et decorum est pro patria mori é um verso de Odes, obra escrita em latim pelo poeta lírico romano Horácio. Esta linha é usualmente traduzida como "é doce e adequado morrer pela própria pátria". A palavra latina patria, significando o país dos pais de alguém (patres), ou dos antepassados, é a fonte da versão francófona para "país", patrie, assim como da versão anglófona para "patriota", patriot — "aquele que ama seu país". Foi utilizado como título para um poema de Wilfred Owen, "Dulce et Decorum est", no qual o autor descreve as experiências dos soldados na Primeira Guerra Mundial.

## Origem horaciana
O poema de onde o verso foi extraído exorta os cidadãos romanos a desenvolverem habilidades marciais tais que os inimigos de Roma, em particular o Império Parta, fiquem terrificados demais para resistir à investida romana. A passagem relevante diz:
| Angustam amice pauperiem pati robustus acri militia puer condiscat et Parthos ferocis vexet eques metuendus hasta vitamque sub divo et trepidis agat in rebus. Illum ex moenibus hosticis matrona bellantis tyranni prospiciens et adulta virgo suspiret, eheu, ne rudis agminum sponsus lacessat regius asperum tactu leonem, quem cruenta per medias rapit ira caedes. Dulce et decorum est pro patria mori: mors et fugacem persequitur virum nec parcit inbellis iuventae poplitibus timidove tergo. | Para sofrer a dificuldade com bom ânimo, Na mais severa escola de guerra criada, Nossa mocidade deve aprender; deixe-o cavalgar e lancear Faça dele um dia o temor dos partas; Céus frios, perigos aguçados, reforçam sua vida. Parece-me que eu vejo da vila rampeada Alguém combatendo a esposa matrona do tirano, Alguma donzela, baixar o olhar em terror,— "Ah, meu querido lorde, destreinado na guerra! Não tente o ânimo enfurecido Daquele leão caído que eu vejo! ao longe Ele lança-se através de uma maré de sangue!" Que júbilo, pela pátria morrer! Os dardos da morte surpreendem até os pés voadores, Também não poupam o cavalheirismo pusilânime, A dorsal que se esconde, ou lombo que estremece. |

## Outros usos
O poema de Wilfred Owen descreve um ataque a gás durante a Primeira Guerra Mundial e foi uma de suas muitas obras pacifistas que não foram publicadas antes do fim da conflagração. Nos versos finais do poema, a frase horaciana é descrita como "a velha mentira". Devido à cópia original do poema se acredita que Owen intencionava dedicar o texto ironicamente a Jessie Pope, escritor popular que glorificava a guerra e recrutava laddies (rapazes) que "ansiavam por carregar e atirar" em poemas patrióticos simplistas como The Call ("O Brado").
Em um ensaio escolar de 1915, o dramaturgo alemão Bertolt Brecht se referiu à frase como Zweckpropaganda ("propaganda inferior para uma causa específica") e pontuou que "é mais doce e mais adequado viver para o próprio país", sendo quase expulso por este ato.
Dulce et decorum est pro patria mori é o lema da Academia Militar portuguesa.